# Grammatonotus ambiortus
Grammatonotus ambiortus is een straalvinnige vissensoort uit de familie van zeebaarzen (Callanthiidae). De wetenschappelijke naam van de soort is voor het eerst geldig gepubliceerd in 2006 door Prokofiev.